# Камолезе, Джанкарло
Джанкарло Камолезе (итал. Giancarlo Camolese; 25 февраля 1961 года, Турин) — итальянский футболист, ныне футбольный тренер.

## Карьера игрока
Является воспитанником клуба «Торино». Однако в первенствах страны Камолезе за него никогда не играл, ограничившись выступлениями только в Кубке Италии. За свою карьеру сменил ряд итальянских команд, самой известной из которых является «Лацио». За «бело-голубых» Камолезе провел два сезона в Серии А.

## Карьера тренера
Завершив играть, Джанкарло Камолезе продолжил работу в системе «Торино». Долгое время он входил в тренерский штаб клуба. Несколько раз он возглавлял команду. В 2000 году специалист, сменив по ходу сезона Луиджи Симоне, привел туринцев к победе в Серии B. В следующем году он удержал «Торино» в Серии А, пробившись с ним в Кубок Интертото. Однако из за неудачного старта в турнире 2002/2003 гг. Камолезе был отправлен в отставку.
В дальнейшем тренер работал с другими командами из итальянской элиты: «Реджиной», «Ливорно» и все тем же «Торино». В феврале 2010 года Джанкарло Камолезе рассматривался как один из претендентов на должность главного тренера «Лацио».
В 2015-16 годах итальянец возглавлял швейцарскую команду Челлендж-лиги «Кьяссо».
В последнее время Камолезе является комментатором футбольных матчей. С этой целью он посетил ЧМ-2018 в России. В свободное время он читает лекции в тренерской школе в Коверчано, Туринском университете, Римском университете Тор Вергата. В 1995 году окончил институт физической культуры в Болонье, в 2002 году — магистратуру Туринского университета, в 1999 году получил диплом тренера высшей категории.

## Достижения
- Чемпион Серии B (1): 2000/01